# Menesia calliope
Menesia calliope är en skalbaggsart som först beskrevs av Thomson 1879.  Menesia calliope ingår i släktet Menesia och familjen långhorningar. Inga underarter finns listade i Catalogue of Life.